# Dirk Nielandt
Dirk Nielandt is een Belgische jeugdauteur.
Hij werkt al meer dan tien jaar professioneel als scenarist voor heel wat kinderprogramma's. Hij is ook jeugdauteur en werkte met de scenario-schrijver van de Disney-klassieker Pocahontas en de eerste DreamWorks-animatiefilm The Prince of Egypt. 
In de jaren negentig was hij enige tijd hoofdredacteur van het weekblad Suske en Wiske.
Tevens is hij sinds halverwege 2004 de vaste scenarist van de gag-stripreeks Klein Suske en Wiske (vanaf deel 5).
Nielandt schreef ook scenario's voor de Ketnetseries Spring en De 5e boog.
In februari 2006 werkte Nielandt aan het scenario voor de Suske en Wiske-tekenfilm De Texas Rakkers. De film verscheen in juli 2009 in de bioscoop.
Ook schreef hij afleveringen voor Vlaamse politiereeksen, zoals: Witse, Wolven en Code 37.
Verder schreef hij een aflevering voor de 21ste reeks van F.C. De Kampioenen en schreef hij scenario's voor het tweede seizoen van De Rodenburgs en voor de VTM-reeks Deadline 14/10.
In 2012 schreef hij afleveringen voor Zone Stad en voor de latere reeksen Zuidflank en Deadline 14/10. In 2013 schreef hij voor Vriendinnen, Albert II, Ontspoord, Deadline 25/5 en Vermist 5. In 2014 schreef hij mee aan de politiereeks Vossenstreken (werktitel was Oude Vossen) en Coppers. De samenwerking met regisseur Maarten Moerkerke en diens televisieseries bleef ook in 2015 toen hij meeschreef aan 13 Geboden.